# سوزان فلويد
سوزان فلويد (بالإنجليزية: Susan Floyd)‏ هي ممثلة أمريكية، ولدت في 13 مايو 1968 في سينسيناتي في الولايات المتحدة.

## أعمال

### أفلام
- (1999) قلوب عشوائية[2]

## وصلات خارجية
- سوزان فلويد على موقع IMDb (الإنجليزية)
- سوزان فلويد على موقع ألو سيني (الفرنسية)
- سوزان فلويد على موقع أول موفي (الإنجليزية)
- سوزان فلويد على موقع قاعدة بيانات الأفلام السويدية (السويدية)
- سوزان فلويد على موقع قاعدة بيانات الفيلم (الإنجليزية)
- سوزان فلويد على موقع كينوبويسك (الروسية)